# Hellman & Friedman
Die Hellman & Friedman LLC ist eine 1984 gegründete Private-Equity-Gesellschaft mit Firmensitz in San Francisco, London und New York.

## Geschäftstätigkeit
Hellman & Friedman war in Deutschland zu 19,4 % an der Axel Springer AG beteiligt. Sie verkaufte ihre Anteile 2008 an die Deutsche Bank.
Außerdem ist sie zu 18,58 % an der German Media Partners LP beteiligt. Letztere ist eine Partnerschaft mit anderen Fondsgesellschaften und dem Medienunternehmer Haim Saban.
Hellman & Friedman kaufte 2005 die Firma DoubleClick, reorganisierte die Struktur, fügte u. a. die Falk eSolutions AG (in keiner Verbindung mit dem Falk Verlag stehend) zum Paket hinzu und veräußerte dann im April 2007 das Unternehmen DoubleClick für 3,1 Milliarden Dollar an Google Inc.
Seit 2010 gehört die Internet Brands Inc. zu Hellman & Friedman. Internet Brands (IB) beschäftigt mehr als 7.000 Mitarbeiter in mehr als 40 Ländern weltweit konzentriert sich auf vier vertikale Märkte: Automobil, Gesundheit, Recht und Wohnen/Reisen. IB besitzt zahlreiche Websites, insbesondere Foren und soziale Netzwerke. Im medizinischen Bereich z. B.: Medscape, WebMD und univadis. Auch gehören dazu beispielsweise Wikitravel und der Forensoftwareentwickler vBulletin.
Seit 2006 gehört das Marktforschungsunternehmen The Nielsen Company Hellman & Friedman, seit 2007 Catalina Marketing, seit 2008 die Bilderagentur Getty Images und deren Tochterunternehmen (u. a. iStockphoto). 2014 übernahm das Unternehmen außerdem 70 Prozent der Scout-Gruppe von der Deutschen Telekom AG.
Im September 2016 verkaufte  Hellman & Friedman seine gesamten Anteile an der Scout24 AG in einem sogenannten „accelerated bookbuilding“ Verfahren. Insgesamt wurden dabei rund 13,6 Millionen Aktien zu einem Kurs von 31,60 Euro platziert.
2017 übernahm Hellman & Friedmann den dänischen Finanzdienstleister Nets für 4,4 Milliarden Euro.
Im April 2020 übernahm Hellman & Friedman den Marktplatz AutoScout24 von der Scout24 AG für 2,84 Milliarden Euro.